# 姚新光
姚新光（1944年7月—2004年8月），相声演员，相声大师马季在马来西亚唯一的徒弟。出生于务农家庭，幼时家贫，但凭着一股坚强毅力与好学精神，完成小学、中学和专科学校教育。早年深受父亲影响，热爱中华文化传统。

## 生平
姚新光于60年代开始学相声，70年代开始登台演出，80年代开始推广相声艺术。1990年5月15日，姚新光拜马季为师。曾在馬來西亞、新加坡、上海、北京等地交流与演出。
在过去，他曾参与筹组多项全国性影响深远的大型文化艺术活动，如全国华人舞蹈节、全国华人文化节、全国艺术歌唱赛、歌乐节、国际书法大会、相声节、讲好华语运动等。

## 履歷
1994年，姚新光毅然辞去待遇优渥的肥料公司厂长职位，全职投入宏扬民族文化艺术的工作。
1999年，在马季的见证下，苏维胜和纪庆荣拜姚新光为师。
2000年，姚新光開始專注於馬來西亞相聲之研究。
2001年底，姚新光證實罹患鼻咽癌。在頑強對抗病魔的同時，仍積極參與策劃推廣文化藝術工作。於此同時，發展新山中華公會轄下哥文茶文化園林，也定下了《聚笑集》相聲系列叢書計畫。
2004年8月21日，在柔佛新山病逝，享年60岁，安葬於雪邦。
2016年，遷墓至新山古來富貴山莊，同年重陽節舉行旺山儀式。

## 相關
相聲演員師承關係